# Les Femmes du Pavillon J
Pour plus de détails, voir Fiche technique et Distribution.
Les Femmes du Pavillon J est un film marocain, sorti en 2019.

## Fiche technique
- Titre : Les Femmes du Pavillon J
- Titre anglais : The Women in Block J
- Réalisation : Mohamed Nadif
- Scénario : Mohamed Nadif et Asmâa El Hadrami
- Musique : Younès Mégri
- Pays d'origine : Maroc
- Genre : drame
- Date de sortie : 2019

## Distribution
- Fatima Attif : Zakia
- Asmaa Ben Zakour : Lela
- Avishay Benazra : Kamal
- Aziz El Fadili : Père d'Amal
- Asmâa El Hadrami : Amal
- Imane El Mechrafi : Ibtissam
- Malika El-Omari : Mère d'Amal
- Nisrin Erradi : Fatima
- Rim Fathi : Rim
- Kenza Fridou : Lekbira
- Mohamed Nadif : Dr Saadi
- Jalila Tlemsi : Halima